# Општина Паушешти-Маглаши (Валча)
Паушешти-Маглаши (рум. Păuşeşti-Măglaşi) општина је у Румунији у округу Валча.
Oпштина се налази на надморској висини од 339 m.